# Callopistria cornucopiae
Callopistria cornucopiae är en fjärilsart som beskrevs av Holland 1894. Callopistria cornucopiae ingår i släktet Callopistria och familjen nattflyn. Inga underarter finns listade i Catalogue of Life.